# Лесаж, Жан
Жан Лесаж, фр. Jean Lesage (10 июня 1912, Монреаль, Квебек — 12 декабря 1980, Силлери, Квебек) — квебекский юрист и политик, премьер-министр Квебека с 22 июня 1960 г. по 16 августа 1966 г. Наряду с Жоржем-Эмилем Лапальмом, Рене Левеком и рядом других франкофонных политиков считается одним из инициаторов Тихой революции.

## Биография

### Молодость
Родился в семье учителя и гражданского служащего Ксавери Лесажа и его жены Сесили Коте. Учился в школе-интернате Сен-луи-де-Гонзаг в Квебеке, Квебекской семинарии и Университете Лаваля в г. Квебек, где получил юридическую степень. Был принят в Коллегию адвокатов Квебека 10 июля 1934 г. Числился в резерве Канадской армии в 1933 - 1945 гг.

### Карьера
Работал юристом в г. Квебек. Женился на певице Коринн Лагард. Служил Коронным поверенным Управления по ценам и торговле военного времени в 1939 - 1944 гг.
Избран членом Канадского парламента от Либеральной партии Канады в 1945 г., переизбран в 1949 г. Одновременно был Парламентским секретарём Государственного секретаря иностранных дел с 1 января 1953 г. по 13 июня 1953 г. После переизбрания депутатом в 1953 г. был министром ресурсов и развития Канады с 17 сентября 1953 г. по 15 декабря 1953 г., затем министром по делам Севера и национальных ресурсов с 16 декабря 1953 г. по 21 июня 1957 г.
Вновь переизбран в 1957 и 1958 гг. Отказался от депутатского места 13 июня 1958 г. в связи с избранием на пост лидера Либеральной партии Квебека 31 мая 1958 г.

### Правительство Лесажа
Либеральная партия Квебека победила на квебекских выборах 1960 г., проведя кампанию под лозунгом «Пришло время перемен» (фр. C’est le temps que ça change) и прервав длительный (с 1935 г.) период правления Национального союза во главе с М. Дюплесси (за исключением военного периода 1940—1944). Лесаж был назначен премьер-министром Квебека, председателем Исполнительного совета и министром финансов и занимал эти должности с 5 июля 1960 г. по 16 июня 1966 г. Он также занимал должность министра федерально-провинциальных дел с 28 марта 1961 г. по 16 июня 1966 г. и министра налогов с 30 мая 1963 г. по 8 августа 1963 г.
Избирательная кампания Лесажа привела в действие Тихую революцию, в ходе которой Квебек избавился от традиционного доминирования в экономике англоканадцев, а в культурной жизни Квебека вместо католической церкви значительную роль стало играть провинциальное правительство.
На выборах 1962 г. Либеральная партия Квебека победила под лозунгом «Хозяева в нашем доме» (фр. Maitres chez nous).
Основными достижениями эпохи Лесажа являются создание министерства образования, национализация системы гидроэлектростанций (Hydro-Québec) и получение провинцией большего контроля над системой здравоохранения. Также были проведены крупные реформы в публичном секторе, были улучшены условия труда.